# Eugène Chauliat
Eugène Eudoxe Jean Alexis Chauliat, est un architecte en chef des monuments historiques né à Sète le 23 juin 1883 et mort à Paris 14e le 3 avril 1973,.

## Biographie
Il a suivi les cours de l'École des Arts décoratifs. Il a été élève de Charles Genuys.
À partir de 1904 il participe à l'illustration du Bulletin monumental et des Congrès archéologiques de France de la Société française d'archéologie et reçoit la médaille d'argent de la Société en 1912. 
De 1920 à 1953 il est architecte en chef des Monuments historiques chargé de la Nièvre, de l'Allier et de la Loire, de l'arrondissement de Versailles, sauf de la ville, en 1937, de la Côte-d'Or et de Rambouillet, en 1943, et de la Haute-Marne en 1945.
Il réalise avec son ami Marcel Oudin un immeuble inspiré par l'Art nouveau au no 59 rue Chardon-Lagache, à Paris.
Membre de l'académie d'architecture où il est remplacé par Yves Boiret.

## Famille
Il est le père de :
- Jean-Paul Marie Chauliat, né à Paris le 23 mai 1914, architecte, mort en 1990[7],
- Jacques Eugène Marie Chauliat, né à Paris le 28 avril 1916, architecte, ancien élève de l'École polytechnique (X36), mort en 1994[8]. Il a été architecte coordinateur de l'ensemble universitaire de Nanterre et de la faculté de lettres[9].

## Distinction
- Officier d'académie, en 1914,
- Croix du combattant 1914,
- Médaille interalliée de la victoire
- Officier de la Légion d'honneur[10] (1965).

## Publication
- « Restauration du tympan de l'église de Notre-Dame-du-Pré, à Donzy (Nièvre) », dans Bulletin monumental, 1939, tome 98, no 1, p. 88-90 (lire en ligne)